# Giuseppe Iadanza
Giuseppe Iadanza (Forchia, 10 gennaio 1931) è uno scrittore e saggista italiano.

## Biografia
Dopo gli studi classici e la laurea in lettere, con lode e pubblicazione della tesi, collabora alla rivista di cultura Nostro Tempo: cultura arte vita con i primi saggi letterari su Giovanni Papini, Ippolito Nievo, Giosuè Carducci, nonché a vari periodici con articoli e saggi pedagogici. La sua prima opera in volume è L'esperienza meridionalistica di Ottieri (1976) con prefazione di Geno Pampaloni. Questo saggio affronta il tema del rapporto tra questione meridionale, industria e letteratura. Il suo primo romanzo Nel segno del lupo, pubblicato da Vallecchi nel 1987 e ambientato negli anni di piombo, richiama l'attenzione della critica,  essendo anche stato finalista al Premio nazionale letterario Pisa (1987). Anche il secondo romanzo Il gran salto delle renne (2001) viene recensito su numerosi quotidiani nazionali e riviste letterarie.
Iadanza vive a Firenze.

## Opere
- Un fiorentino alla corte di Giovanna II di Angiò-Durazzo: Gaspare Bonciani, in Archivio storico napoletano, Nuova serie, 33 (1952), pp. 20.
- L'esperienza meridionalistica di Ottieri, prefazione di Geno Pampaloni, Roma, Bulzoni, collana "Biblioteca di cultura", 1976.
- Una scuola a mezz'aria, prefazione di Dino Pieraccioni, Roma,  Bulzoni, collana "Biblioteca di cultura", 1979.
- Nel segno del lupo, Firenze, Vallecchi, collana "Narratori", 1987 - ISBN 8825205481.
- Continuità, Brescia, Editrice La Scuola, collana "Guide", 1996 - ISBN 9788835091530.
- Didattica della lettura progressiva, Brescia, Editrice La Scuola, collana "Secondaria superiore/Saggi", 1999 - ISBN 883509707 X.
- Il gran salto delle renne, Firenze, L'Autore Libri , collana "Piccola biblioteca 80 - Narratori", 2001 - ISBN 885170015 X - 9988851700157.